# James Moorhouse
James Moorhouse (ur. 1 stycznia 1924 w Kopenhadze, zm. 6 stycznia 2014) – brytyjski polityk i inżynier, poseł do Parlamentu Europejskiego I, II, III i IV kadencji (1979–1999).

## Życiorys
Absolwent St Paul's School, następnie studiował na University of London (w King’s College i Imperial College). Pracował jako inżynier w branży lotniczej, a także jako doradca ds. środowiska w przedsiębiorstwach paliwowym i górniczym.
Należał do Partii Konserwatywnej. Z ramienia torysów w 1979 po raz pierwszy uzyskał mandat eurodeputowanego. Z powodzeniem ubiegał się o reelekcję w 1984, 1989 i 1994. Pracował m.in. w Komisji ds. Transportu i Turystyki oraz w Komisji ds. Stosunków Gospodarczych z Zagranicą. W 1998 przeszedł do Liberalnych Demokratów, zarzucając władzom Partii Konserwatywnej tendencje eurosceptyczne.